# ۸ میلیون راه برای مرگ
۸ میلیون راه برای مرگ (انگلیسی: ‎8 Million Ways to Die) فیلمی در ژانر جنایی به کارگردانی هال اشبی است که در سال ۱۹۸۶ منتشر شد.

## بازیگران
- جف بریجز
- روزانا آرکت
- اندی گارسیا
- الکساندرا پائول
- جیمز آوری
- رندی بروکس
- ویتو روگینز